# ووینووتسه (گمینا کوژنگتسا)
ووینووتسه (به لاتین: Wojnowce) یک روستا در لهستان است که در گمینا کوژنگتسا واقع شده‌است.